# Ducos
Ducos è un comune francese di 17.058 abitanti situato nel dipartimento d'oltre mare della Martinica.